# Liste der Baudenkmäler in Bachhagel
Auf dieser Seite sind die Baudenkmäler in der schwäbischen Gemeinde Bachhagel zusammengestellt. Diese Tabelle ist eine Teilliste der Liste der Baudenkmäler in Bayern. Grundlage ist die Bayerische Denkmalliste, die auf Basis des Bayerischen Denkmalschutzgesetzes vom 1. Oktober 1973 erstmals erstellt wurde und seither durch das Bayerische Landesamt für Denkmalpflege geführt wird. Die folgenden Angaben ersetzen nicht die rechtsverbindliche Auskunft der Denkmalschutzbehörde.

## Baudenkmäler nach Ortsteilen

### Bachhagel
| Lage                           | Objekt                                                 | Beschreibung | Akten-Nr.              | Bild                                 |
| ------------------------------ | ------------------------------------------------------ | --- | ---------------------- | ------------------------------------ |
| Hauptstraße 13 (Standort)      | Ehemalige Vogtei und Mauthaus                          | Zweigeschossiger Satteldachbau mit Eckquaderung, im Kern 16. Jahrhundert, Veränderungen 19. Jahrhundert Gartenmauer, Süd- und Ostzug, Bruchstein, gleichzeitig                       | D-7-73-112-1 Wikidata  | Ehemalige Vogtei und Mauthaus        |
| Hauptstraße 28 (Standort)      | Austragshaus                                           | Eingeschossiger, giebelständiger Satteldachbau mit Stichbogenfenstern, um 1890 | D-7-73-112-14 Wikidata | weitere Bilder                       |
| Hauptstraße 40 (Standort)      | Ehemalige Wengert’sche Bierhalle                       | Erdgeschossiger Fachwerkbau mit Walmdach, frühes 20. Jahrhundert | D-7-73-112-16 Wikidata | Ehemalige Wengert’sche Bierhalle     |
| Kirchplatz 4 (Standort)        | Wirtschaftsgebäude, "Brauereistadel"                   | Giebelständiger Satteldachbau mit Rundbogeneinfahrt, giebelseitig Thermenfenster als Luftöffnungen, wohl 19. Jahrhundert                                                             | D-7-73-112-13 Wikidata | Wirtschaftsgebäude, "Brauereistadel" |
| Kirchplatz 5 (Standort)        | Katholische Pfarrkirche Mariä Himmelfahrt              | Flachgedeckter Saalbau mit eingezogenem Rechteckchor, im Kern 15. Jahrhundert, Wiederaufbau 1658                                                                                     | D-7-73-112-2 Wikidata  | weitere Bilder                       |
| Kirchplatz 6 (Standort)        | Pfarrhaus                                              | Zweigeschossiger Satteldachbau mit Giebelgesimsen, nach 1702, Veränderungen im 19. Jahrhundert; Gartenmauer im Kern 18. Jahrhundert                                                  | D-7-73-112-3 Wikidata  | Pfarrhaus                            |
| Lange Straße (Standort)        | Wegkreuz                                               | Bezeichnet mit „1691“, mit Inschrift und Relief der Kreuztragung | D-7-73-112-15 Wikidata | Wegkreuz                             |
| St.-Georg-Straße 21 (Standort) | Katholische Kapelle St. Georg, sogenannte Kreuzkapelle | Saalbau mit geschweiftem Giebel und Dachreiter, Langhaus mit Kreuzgratgewölbe und sternrippengewölbtem Chor, im Kern 15. Jahrhundert, 1692 erweitert; mit Ausstattung Friedhofsmauer | D-7-73-112-4 Wikidata  | weitere Bilder                       |

### Burghagel
| Lage                                  | Objekt                            | Beschreibung | Akten-Nr.             | Bild                                                                                                  |
| ------------------------------------- | --------------------------------- | --- | --------------------- | --- |
| Kirchstraße 12 (Standort)             | Katholische Pfarrkirche St. Peter | Barocker Saalbau mit Stichkappentonne und eingezogenem Chor, 1717–19; mit Ausstattung (siehe: Kanzel) Friedhofsummauerung | D-7-73-112-6 Wikidata | weitere Bilder                                                                                        |
| Stegmahd (östlich vom Ort) (Standort) | Feldkapelle                       | 18. Jahrhundert; mit Ausstattung                                                                                          | D-7-73-112-8 Wikidata | [[Vorlage:Bilderwunsch/code!/C:48.644342,10.345063!/D:Stegmahd (östlich vom Ort), Feldkapelle!/\|BW]] |

### Oberbechingen
| Lage                             | Objekt                              | Beschreibung | Akten-Nr.              | Bild           |
| -------------------------------- | ----------------------------------- | --- | ---------------------- | -------------- |
| St.-Michael-Straße 14 (Standort) | Katholische Pfarrkirche St. Michael | Einschiffiger Bau mit Flachdecke und eingezogenem Chor, Turmunterbau 13./14. Jahrhundert, 1595/96; mit Ausstattung (siehe auch: Kanzel) | D-7-73-112-9 Wikidata  | weitere Bilder |
| St.-Michael-Straße 16 (Standort) | Pfarrhaus                           | Zweigeschossiger Giebelbau mit Satteldach, 1682                                                                                         | D-7-73-112-10 Wikidata | Pfarrhaus      |
| Schloßstraße 1 (Standort)        | Wohnhaus                            | Zweigeschossiger Satteldachbau, bezeichnet mit „1847“                                                                                   | D-7-73-112-11 Wikidata | Wohnhaus       |
| Schloßstraße 4 (Standort)        | Schloss Oberbechingen               | Dreigeschossiger Satteldachbau mit profiliertem Traufgesims, 1584 erbaut; Wirtschaftsgebäude Gartenmauer aus Bruchstein                 | D-7-73-112-12 Wikidata | weitere Bilder |

### Stockhof
| Lage                     | Objekt   | Beschreibung | Akten-Nr.             | Bild     |
| ------------------------ | -------- | --- | --------------------- | -------- |
| Stockhofweg 2 (Standort) | Stockhof | Zweigeschossiger Satteldachbau mit Eckerker, Kellergewölbe, Ladeluken und Aufzugsbalken, ehemals bezeichnet mit „1679“ | D-7-73-112-7 Wikidata | Stockhof |